# The Emotions
The Emotions is een Amerikaanse soul- en R&B-groep uit Chicago, Illinois. De groep begon als gospelgroep, maar stapte later over naar de soul en R&B.

## Geschiedenis
De groep maakte oorspronkelijk gospelmuziek onder de naam Heavenly Sunbeams. Later werden ze een R&B- en soulact met veel fans in hun thuisstad Chicago. Nadat de leden de naam van de groep aan het eind van de jaren '60 hadden veranderd in The Emotions, tekenden zij een platencontract bij Stax Records. Hun eerste album, So I Can Love You, kwam uit in 1969 en werd geproduceerd door Isaac Hayes en David Porter. Dit album bereikte de 43e plaats in de R&B-lijsten in de Verenigde Staten, terwijl het titelnummer van het album uitkwam als single en de derde plaats bereikte in de R&B-lijsten, alsmede een 39e plaats in de Billboard Hot 100. De tweede single, getiteld "The Best Part of a Love Affair", bereikte de 27e positie in de R&B-lijsten.
Het tweede album van de groep heette Untouched en kwam uit in 1972. De single "Show Me How" bereikte de dertiende plaats in de R&B-lijsten. Hun derde album zou "Songs of Innocence and Experience" gaan heten, maar dit album werd nooit afgemaakt en nadat Stax in 1975 stopte, verliet de groep het platenlabel.
Na hun vertrek bij Stax tekende de groep een platencontract bij Columbia Records, waar de samenwerkingen met Earth, Wind & Fire-zanger Maurice White hen de grootste successen opleverden. Hun derde album, Flowers genaamd, werd geproduceerd door White en Charles Stepney en werd uitgebracht in 1976. Het album bereikte de vijfde plaats in de R&B-lijsten en kwam tot de 45e plaats in de Billboard 200. De titeltrack van het album kwam tot de zestiende plaats in de R&B-lijsten. Een andere single van het album, "I Don't Wanna Lose Your Love", kwam tot de vierde en dertiende plaats in respectievelijk de dance- en R&B-lijsten.
In 1977 verliet Jeanette Hutchinson de groep omdat ze een kind kreeg. Haar jongere zus Pamela kwam in haar plaats de groep versterken voor hun volgende album. Rejoice werd later dat jaar uitgebracht. Het album was geproduceerd door White en Clarence McDonald en bevatte de hit "Best of My Love", die vijf weken op de eerste plaats stond in de Billboard Hot 100 en zorgde voor internationale aandacht voor de groep, met hitnoteringen in onder anderen het Verenigd Koninkrijk, Australië, Nederland en Vlaanderen. Voor het nummer ontving de groep een Grammy Award in de categorie Best R&B Performance by a Duo or Group with Vocals en een American Music Award in de categorie Favourite Soul/R&B Single.
In 1978 keerde Jeanette terug bij de groep. Samen gingen zij een samenwerking aan met Earth, Wind & Fire en de single "Boogie Wonderland" werd een wereldwijde top 10-hit in 1979. Dat jaar brachten The Emotions hun zesde studioalbum Come into Our World uit, opnieuw geproduceerd door White. Het album bereikte de 35e plaats in de R&B-lijsten, terwijl de single "What's the Name of Your Love?" de dertigste plaats bereikte. In de jaren '80 bleef de groep nieuwe albums uitbrengen en tekende kortstondig een contract met Motown Records. In 1996 brachten zij hun laatste album tot nu toe uit, genaamd The Emotions Live, op hun eigen platenlabel Sunbeam Records.
The Emotions verzorgden de achtergrondzang op Nancy Wilson's album A Lady with a Song uit 1989 en op het Urban Knights-album Urban Knights I uit 1995. Ook waren zij achtergrondzangeressen op het George Duke-album Illusions uit 1995 en Smokey Robinson's Intimate uit 1999.
In 2000 keerde Pamela Hutchinson terug bij de groep. The Emotions verzorgden de achtergrondvocalen op de Earth, Wind & Fire-single "All in the Way" uit 2003, een single die respectievelijk de dertiende en de 25e plaats bereikte in de R&B- en adult contemporary-lijsten. In 2004 zongen zij het nummer "Best of My Love" in een PBS-special over soulmuziek.
In 2013 stapten The Emotions over naar Stardom Records, eigendom van The Stylistics-zanger Eban Brown. Zij werkten samen met rapper Snoop Dogg op zijn single "Life", geschreven door Terrace Martin en de drie dochters van groepslid Wanda Vaughn. In 2016 verschenen zij op het album Velvet Portraits van Martin.
Nummers van The Emotions zijn vaak gesampled op nummers van rappers, waaronder Big Daddy Kane, Tupac Shakur, LL Cool J, Wu-Tang Clan, 50 Cent, Ice Cube, Salt-n-Pepa, De La Soul, Kanye West, A Tribe Called Quest en The Notorious B.I.G.. Ook zangeres en zangeressen, waaronder Toni Braxton, 112, Mariah Carey, Kylie Minogue, Mary J. Blige, Ginuwine, Keyshia Cole, Tamia en Janet Jackson, hebben de groep gesampled. Hun nummers zijn gecoverd door onder anderen Phoebe Snow, Minnie Riperton, Marcia Hines, Jade, Patti LaBelle, Maysa, The Temptations, Samantha Jade en Sheena Easton.
Pamela Hutchinson overleed in september 2020 op 61-jarige leeftijd.

## Discografie

### Singles
| Single met eventuele hitnotering(en) in de Nederlandse Top 40 | Datum van verschijnen | Datum van binnenkomst | Hoogste positie | Aantal weken | Opmerkingen                                        |
| ------------------------------------------------------------- | --------------------- | --------------------- | --------------- | ------------ | -------------------------------------------------- |
| Best of My Love                                               | 09-06-1977            | 15-10-1977            | 20              | 6            | Nr. 21 in de Single Top 100                        |
| Boogie Wonderland                                             | 20-03-1979            | 19-05-1979            | 4               | 12           | met Earth, Wind & Fire Nr. 4 in de Single Top 100  |
| I Should Be Dancing                                           | 21-09-1979            | 24-11-1979            | 34              | 3            | Nr. 41 in de Single Top 100                        |
| Boogie Wonderland '99 (Stretch & Vern Remix)                  | 30-08-1999            | -                     |                 |              | met Earth, Wind & Fire Nr. 57 in de Single Top 100 |

| Single met hitnotering(en) in de Vlaamse Ultratop 50 | Datum van verschijnen | Datum van binnenkomst | Hoogste positie | Aantal weken | Opmerkingen            |
| ---------------------------------------------------- | --------------------- | --------------------- | --------------- | ------------ | ---------------------- |
| Best of My Love                                      | 09-06-1977            | 05-11-1977            | 27              | 1            |                        |
| Boogie Wonderland                                    | 20-03-1979            | 02-06-1979            | 4               | 12           | met Earth, Wind & Fire |

### NPO Radio 2 Top 2000
| Nummer met noteringen in de NPO Radio 2 Top 2000 | '99 | '00 | '01 | '02 | '03  | '04  | '05  | '06  | '07  | '08  | '09  | '10 | '11  | '12 | '13 | '14 | '15 | '16 | '17 | '18 | '19 | '20 | '21 | '22 | '23  | '24  |
| ------------------------------------------------ | --- | --- | --- | --- | ---- | ---- | ---- | ---- | ---- | ---- | ---- | --- | ---- | --- | --- | --- | --- | --- | --- | --- | --- | --- | --- | --- | ---- | ---- |
| Boogie Wonderland (met Earth, Wind & Fire)       | 601 | 879 | 692 | 678 | 1164 | 1048 | 1153 | 1036 | 1165 | 1055 | 1002 | 916 | 1084 | 620 | 584 | 569 | 650 | 595 | 543 | 683 | 947 | 838 | 800 | 971 | 1009 | 1351 |

1. ↑  Een vetgedrukt getal geeft de hoogste notering aan.